# Britta Heidemann
Britta Heidemann (Colonia, 22 dicembre 1982) è un'ex schermitrice tedesca, vincitrice di una medaglia d'oro ed una d'argento nella scherma ai Giochi olimpici.
È il primo schermidore della storia che nella spada ha detenuto contemporaneamente il titolo mondiale, olimpico ed europeo.

## Palmarès
In carriera ha conseguito i seguenti risultati:
- Giochi olimpici:

Atene 2004: argento nella spada a squadre.
Pechino 2008: oro nella spada individuale.
Londra 2012: argento nella spada individuale.
- Mondiali di scherma

Lisbona 2002: bronzo nella spada individuale.
L'Avana 2003: argento nella spada a squadre.
Lipsia 2005: bronzo nella spada a squadre.
Torino 2006: bronzo nella spada a squadre.
San Pietroburgo 2007: oro nella spada individuale e bronzo a squadre.
Pechino 2008: bronzo nella spada a squadre.
Antalia 2009: bronzo nella spada a squadre.
Parigi 2010: argento nella spada a squadre.
Budapest 2013: bronzo nella spada individuale.
- Europei di scherma

Smirne 2006: bronzo nella spada a squadre.
Gand 2007: bronzo nella spada individuale.
Kiev 2008: argento nella spada a squadre.
Plovdiv 2009: oro nella spada individuale.
Sheffield 2011: argento nella spada individuale.